# 교황 요한 22세
교황 요한 22세(라틴어: Ioannes PP. XXII, 이탈리아어: Papa Giovanni XXII)는 제196대 교황(재위: 1316년 8월 7일 - 1334년 12월 4일)이다. 본명은 자크 뒤에즈(프랑스어: Jacques Duèse)이다.
아비뇽 유수의 두 번째 교황이자 가장 오래 재위한 교황으로, 프랑스 국왕 루이 10세의 동생인 푸아티에 백작 필리프(훗날의 프랑스 국왕 필리프 5세)에 의해 리옹에서 소집된 콘클라베에서 선출되었다. 그는 재위기간 동안 아비뇽에 거처하며 교황권의 중앙집권화를 꾀하였으며, 정치적으로는 이탈리아를 침공하고 대립교황을 내세운 신성 로마 제국 황제 루트비히 4세와 대립하였다.
요한 22세 이후 1958년 교황 요한 23세가 선출되기까지 거의 7세기 동안 ‘요한’이라는 이름을 선택한 교황은 없었다.

## 생애 초기와 교황 선출
프랑스 카오르에서 제화공의 아들로 태어난 자크 뒤에즈는 몽펠리에 대학교와 파리 대학교에서 의학과 법학을 공부하였으나, 프랑스어를 몰라서 왕의 친서를 읽지 못했을 정도였다고 한다.
자크 뒤에즈는 툴루즈와 카오르에서 교회법과 시민법을 가르쳤다. 1300년 나폴리 국왕 카를로 2세의 추천으로 프레쥐스의 주교가 되었다. 1309년 카를로 2세의 재상으로 등용되어 아비뇽으로 발령되었다. 그는 법적 관점에서 성전 기사단의 해체가 합법적이라는 의견을 냈지만, 교황 보니파시오 8세와 그의 칙서 《거룩한 하나의 교회》(Unam Sanctam)를 변호하기도 하였다. 1312년 12월 23일 교황 클레멘스 5세에 의해 그는 포르토-산타루피나의 주교급 추기경에 서임되었다.
1314년 교황 클레멘스 5세가 선종하게 되면서 리옹에서 콘클라베가 소집되었으나 추기경들이 두 개의 파벌로 나뉘면서 합의를 이루지 못해 2년 3개월 간 교황좌가 공석 상태가 되었다. 결국 최종적으로 자크 뒤에즈가 피선되었는데, 그는 요한 22세라는 이름을 선택하고 리옹에서 즉위하였다. 그는 자신의 전임자와 마찬가지로 아비뇽 유수 시대를 계속 이어나가, 로마가 아닌 아비뇽에 자신의 거처를 마련하였다.
요한 22세는 교회의 이익을 증진하기 위하여 유럽의 여러 정치적·종교적 활동에 참여했다. 특히 프랑스 국왕과의 밀접한 유착 관계로 인해 요한 22세 이후 아비뇽에 거처한 교황들은 프랑스의 앞잡이라는 오명을 받아 교황에 대한 광범위한 불신을 가져왔다.

## 교황

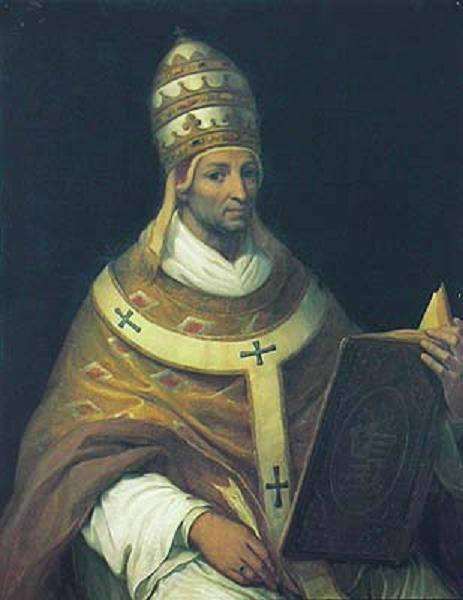
교황 요한 22세의 초상화

요한 22세는 뛰어난 행정가로서 교회 조직을 효율적으로 재편성하였다. 그는 그리스도인들을 관대하게 대우한 무슬림 지도자 우즈베크 칸에게 고맙다는 내용의 친서를 보냈다.
요한 22세는 전통적으로 ‘그리스도의 영혼은 저를 거룩하게 하소서’라는 말로 시작되는 그리스도의 영혼(Anima Christi)이라는 기도문을 작성한 사람으로 알려져 있다.
1329년 3월 27일 요한 22세는 칙서 《주님의 땅에서》(In Agro Dominico)를 내려 마이스터 에크하르트가 쓴 책들을 이단으로 단죄하여 배포를 금지하였다.

## 루트비히 4세와의 충돌
요한 22세가 선출되기에 앞서 신성 로마 제국 황제의 자리를 놓고 바이에른의 루트비히 4세와 오스트리아의 프리드리히 1세 간에 경쟁이 벌어졌다. 요한 22세는 당초 중립을 지켰으나 1323년에 루트비히 4세가 신성 로마 제국 황제가 되면서 황제에 대한 교황의 우위를 주장하면서 다소 과격한 주장으로 인하여 구엘프(교황파)와 기벨린(황제파) 간에 다툼이 일어나고 프란치스코회 영성파가 루트비히 4세에게 종교적인 도움을 주자 칙서 《Quorumdam exigit》를 공표해 이들을 단죄하였다. 루트비히 4세는 교황권에 대한 교리 논쟁에 있어서 파도바의 마르실리우스와 오컴의 윌리엄에게 자문을 받았다. 루트비히 4세는 이탈리아를 침공해 로마에 입성한 다음 1328년 피에트로 라이날두치를 대립교황 니콜라오 5세로 내세웠다. 그러나 이는 결과적으로 악수였다. 구엘프가 로마에서 수적으로 우세였기 때문에 루트비히 4세가 로마를 떠나자마자 대립교황 니콜라오 5세가 체포되어 질서가 다시 회복되었다. 대립교황 니콜라오 5세는 1330년 교황 요한 22세에게 항복을 선언하였다. 요한 22세는 대립교황 니콜라오 5세를 처벌하지 않고 아비뇽 교황궁의 방을 내주어 여생을 조용히 지내게 해주었다. 그러나 그는 오컴의 윌리엄은 파문하였다. 요한 22세 사후, 루트비히 4세는 1338년 렌제의 제국 회의에서 제후들의 다수결로 선출된 로마왕은 교황의 대관(戴冠) 없이도 신성 로마 제국의 황제가 된다는 원칙을 수립하였다.

## 프란치스코회청빈 논쟁
교황 요한 22세는 프란치스코회 영성파가 예수와 사도들이 무일푼이었다고 주장하면서 교황 니콜라오 3세의 칙서 《씨 뿌리는 자가 나갔다》(Exiit qui seminat)를 인용하면서까지 자신들의 주장을 정당화하자 이를 지나치다고 보았다. 1317년 요한 22세는 공식적으로 ‘프라티첼리’(Fraticelli)라고 알려진 그들의 주장을 공식적으로 비판하고 나섰다. 1322년 3월 26일 그는 칙서 《Quia nonnunquam》을 발표해 전임 교황 니콜라오 3세의 칙서에 담긴 내용이 토론의 여지가 있다고 하면서 그리스도와 사도들이 개인적으로나 공동체적으로 아무것도 소유하지 않았다는 주장에 근거한 청빈 사상을 조사하기 위한 전문가들을 위촉했다. 전문가들 사이에는 의견이 분분했지만, 대다수는 교회의 재산 소유권 자체를 부정한다면서 그들의 청빈 주장이 너무 극단적이라고 비판했다. 1322년 5월 페루자에 열린 프란치스코회 총회는 이에 반대하며 “그리스도께서 완전한 길을 보여주시며 사람들에게 그 길을 따르도록 모범을 보여주심으로써 사도들도 그 길을 따르셨다. 그리스도와 사도들은 물건을 단지 사용만 하셨을 뿐, 공동체적으로나 개인적으로 그 어떤 것도 소유하지 않으셨다고 강하게 주장하는 바이며, 이는 이교적이 아니라 오히려 지극히 가톨릭적이다.”라는 선언을 발표했다. 이에 요한 22세는 1322년 12월 8일 칙서 《교회법의 창시자》(Ad conditorem canonum)를 반포하여 절대적인 재산 포기가 반드시 완덕의 생활이 아니라고 하면서 더는 프란치스코회의 부동산과 재산을 소유하지 않는다고 선언하면서 프란치스코회원들이 재산과 부동산을 스스로 소유하며 살아가도록 강제하였다. 그리고 1323년 11월 12일에는 칙서 《몇몇 사람들 중에는》(Quum inter nonnullos)을 반포해 그리스도와 사도들이 공동체적으로나 개인적으로나 아무것도 소유하지 않았다는 주장은 그릇된 주장이며 이단적이라고 선언했다.
수도회 총장 체세나의 미켈레와 잉글랜드 관구장 오컴의 윌리엄, 베르가모의 보나그라지아 등 프란치스코회의 유력 인사들은 이에 반발하였다. 1324년 루트비히 4세가 프란치스코회 영성파의 편에 서서 교황을 이단자라고 비난하였다. 니콜라오 3세의 칙서 《씨 뿌리는 자가 나갔다》(Exiit qui seminat)가 고정불변이라는 반대자들의 주장에 대한 응답으로 요한 22세는 1324년 11월 10일 칙서 《그들의 마음이 이러한 고로》(Quia quorundam)를 반포하여, 전임 교황의 칙서가 그리스도와 사도들이 공동체적으로나 개인적으로 아무것도 소유하지 않았다는 주장의 근거가 될 수 없다는 입장을 밝히면서 “실제로 그리스도에 의한 복음적 생활은 어떠한 소유물도 거부하는 것을 의미하는 것이 아닌 것으로 추론된다. 왜냐하면 청빈한 삶을 살라고 해서 그것이 아예 아무 것도 소지하지 말 것을 요구하는 것은 아니기 때문이다.”라고 덧붙였다.
1328년 체세나의 미켈레는 교황의 명령을 따르기를 거부하고 바이에른의 루트비히와 결탁한 죄를 추궁받기 위해 아비뇽으로 호출되었다. 미켈레는 프란체스코 다스콜리와 보나그라지아, 오컴의 윌리엄과 함께 아비뇽에서 감옥살이를 하였다. 그해 1월 루트비히는 로마에 입성하여 신성 로마 제국의 황제 루트비히 4세로 등극하였다. 3개월 후, 루트비히 4세는 요한 22세의 폐위를 선언하고는 프란치스코회 영성파인 피에트로 라이날두치를 대립교황 니콜라오 5세로 내세웠다. 그러나 대립교황을 지지하는 세력은 미미하였다. 그 해 5월 28일 볼로냐에서 열린 프란치스코회 총회에서 이틀 전 동료들과 함께 아비뇽에서 탈옥한 체세나의 미켈레가 수도회 총장으로 재선임되었다. 그러나 6월 6일, 요한 22세는 미켈레를 프란치스코회 총장직에서 해임 조처하고, 프란치스코회 출신 추기경 투르의 베트랑드를 임시 총장에 임명하였다. 미켈레는 자신의 해임을 받아들이지 않았고, 자신의 문제를 판단하기 위한 공의회 소집을 요청하는 두 개의 항소문을 발표하였다. 그 해 8월, 루트비히 4세와 대립교황은 나폴리 왕 로베르토가 공격하기 전에 로마를 떠났다. 프란치스코회원들 중 소수만이 요한 22세의 반대편에 섰으며, 대다수는 1329년 파리에서 총회를 열어 프랑스 출신 제라드 오도니스를 새 총장으로 선출하고 교황에게 순명한다고 선언하였다. 미켈레는 새 총장에게 비난을 쏟아냈지만 헛된 일이었으며, 오히려 그와 그의 추종자들은 사실상 열외로 취급받았다. 요한 22세는 체세나의 미켈레의 주장을 논박하기 위해 1329년 11월 16일 《Quia vir reprobus》를 반포하였다. 1330년 대립교황 니콜라오 5세가 요한 22세에게 항복을 선언했으며, 전 총장 미켈레와 오컴의 윌리엄 등이 연이어 사망하였다.

## 지복직관
요한 22세는 지복직관을 둘러싼 신학적 논쟁에 휘말렸다. 교황이 되기 전부터 그는 죄 없이 죽은 영혼은 공심판을 받기 전까지 지복직관을 누릴 수 없다고 주장했다. 그는 공식적인 문서에는 이를 기술하지 않았지만, 설교할 때는 한동안 이러한 주장을 계속하였다. 결국 나중에 그는 자신의 입장을 철회하고 죄 없이 죽은 사람의 영혼은 직접 천국에 들어가 지복직관을 누린다는 것에 동의하였다.
이러한 연유로 요한 22세가 이단자라는 견해가 오랫동안 이어져 왔지만, 그의 후임자인 교황 베네딕토 12세가 회칙 《찬양하올 하느님》(Benedictus Deus)을 반포하여 지복직관을 공식적으로 교리로 선포하기 전까지는 가톨릭교회의 교리가 아니었고 결국 최종적으로 자신의 견해를 철회했기 때문에 이단자로 취급되지 않는다.